# Johan Sandwall
Johan Sandwall, född 1814 i Norra Sandsjö socken, Jönköpings län, död 28 april 1867 i Norfolk, Virginia, var en svensk publicist och förläggare. Han var bror till Frans Gustaf, Jonas och Alfred Sandwall.

## Ungdom och tidiga liv
Sandwall blev student vid Lunds universitet 1833, avlade kameralexamen 1835 och blev 1837, efter en kort tid som landskontorist i Jönköping, den nygrundade Smålands Privatbanks förste bokhållare och var 1839–47 bankens kamrer. Han ägnade sig även med stor energi och en viss duglighet, men alltför stor optimism åt olika industriella företag i Jönköping. Han anlade i september 1843 tillsammans med Johan Edvard Lundström ett tryckeri, från vilket utgavs Jönköpingsbladet, till en början med Lundström som utgivare, från 1845 med Sandwall som redaktör. Denna tidning var utpräglat liberal och demokratisk och verkade särskilt för arbetarklassens upplysning. Bland dess medarbetare vid 1840-talets mitt var Carl Jonas Love Almqvist, som under dessa år tidvis vistades i Jönköpingsnejden, och 1847–48 Viktor Rydberg, som där bland annat publicerade sin första berättelse, "Vampyren". Jönköpingsbladet ansågs som en av de främsta landsortstidningarna och var av dem som sökte markera en mera radikal hållning än Aftonbladet.

## Förläggare
Sandwall verkade även som förläggare och utgav bland annat arbeten av Almqvist och C.V.A. Strandberg. Han var livligt kommunalt intresserad, var fabriksföreningens ordförande, arbetade för bildningscirkeln och var populär bland borgerskap och arbetarklass, men hade betydande ekonomiska problem. Under sin tid som kamrer hade han också medverkat i en försnillning, något som inte var helt okänt bland bankens ledande män, men förtigits. Han önskade därför lämna Jönköping och i slutet av 1848 sålde han sitt tryckeri och en av honom anlagd metallfabrik (vilken senare flyttades till Skultuna) samt inköpte på avbetalning samtidigt Göteborgs Handels- och sjöfartstidning, som under Måns Prytz ledning utkommit sedan 1832. Under Sandwalls ledning, och i samarbete med bland andra Viktor Rydberg, ökade denna tidnings upplaga betydligt och den vann en ledande ställning på de liberalas vänstra flygel.

## Utvandrare
På grund av Sandwalls dåliga affärer uppstod våren 1850 en schism med Prytz, som resulterade i att redaktionen splittrades och att det under en tid utkom två "handelstidningar", men till sist stod Sandwall som segrare. År 1851 utfärdade han ett cirkulär till rikets folkskollärare att verka för hans tidning såsom "rikets största, fullt frisinnade blad och näst Aftonbladet den mest lästa dagliga tidning i Sverige". Detta cirkulär framkallade åtgärder från både civila och ecklesiastika myndigheter. Då han nu riskerade att den tidigare nämnda försnillningen skulle avslöjas, lämnade han i april 1851 plötsligt Sverige, ett par månader före sin vän Almqvist, vistades först i Italien och begav sig senare till USA, där han bosatte sig i Baltimore och under ett årtionde ej hörde av sig till Sverige. Under amerikanska inbördeskriget 1861 ingick han i unionsarmén, blev löjtnant och regementsadjutant och erhöll i maj 1863 ett hedrande avsked på grund av ohälsa. Han var senare anställd som tullkassör i Norfolk i Virginia.